# Mercedes-Benz R170
Mercedes-Benz R170 — серия лёгких спортивных родстеров первого поколения SLK-класса от немецкой компании Mercedes-Benz. Прототип автомобиля был представлен в 1994 году на Туринском автосалоне и стал первым кабриолетом, оснащённым неподвижной навесной стальной крышей. Позже на модель установили складной верх, сворачивающийся автоматически за 25 секунд, и представили новинку на автосалоне в Париже. Новое технологическое решение произвело настоящий фурор. Серийное производство стартовало в 1996 году с минимальными изменениями во внешности.
В 1997 году Mercedes-Benz R170 попал в список 10 лучших автомобилей по мнению редакции журнала Car and Driver. В это же время он получил звание Североамериканского автомобиля года.
В феврале 2000 года состоялась официальная презентация рестайлинговой версии автомобиля, который получил новые передний и задний бампера, боковые юбки в цвет кузова и новые боковые зеркала с повторителями. Обновился также и модельный ряд двигателей. В 2001 году была представлена высокопроизводительная модификация от подразделения Mercedes-AMG — SLK 32 AMG.
Mercedes-Benz R170 выпускался до 2004 года, в котором был заменён вторым поколением SLK. Всего было выпущено более 300 000 единиц первого поколения.

## История

### Разработка концепта

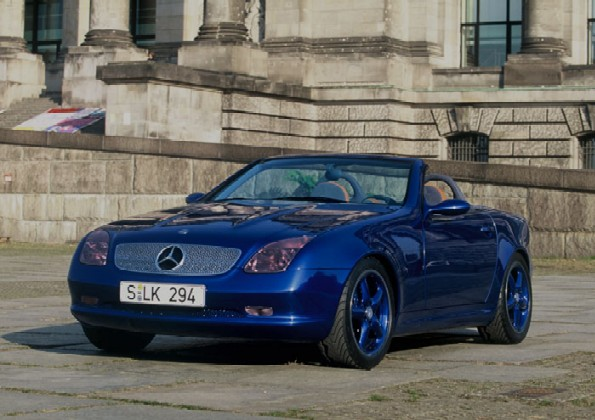
Концепт SLK II

В начале 1990-х годов, после запуска двухместного автомобиля R129 SL и появления Mazda MX-5, концерн Daimler-Benz принял решение создать собственный компактный родстер, который бы расположился в иерархии классов компании ниже SL-класса. К концу 1991 года шеф-дизайнер компании Mercedes-Benz Бруно Сакко представил первые эскизы, а в первой половине 1992 года были готовы  12 моделей в масштабе 1:5. К середине года пять из них были созданы в полном масштабе. В начале 1993 года был выбран и утверждён советом компании окончательный вариант проекта, а заявки на патенты были поданы 30 сентября 1993 года.
Концептуальная версия родстера от концерна Daimler-Benz была представлена весной 1994 года на Туринском автосалоне под именем SLK I. Позже, осенью того же года, на Парижском автосалоне дебютировала версия SLK II с откидным жёстким верхом, который складывался в багажное отделение при помощи электрогидравлической системы за 25 секунд, превращая автомобиль в кузове купе в кабриолет. Автомобиль с заднеприводной компоновкой оснащался 4-хцилиндровым бензиновым двигателем и пятиступенчатой механической трансмиссией.
Будучи одной из первых моделей, оснащённых складной жёсткой крышей, концептуальный автомобиль SLK-класса встал в ряд с такими автомобилями, как Mitsubishi 3000GT Spyder, Peugeot 306 Cabriolet, Lexus SC, Pontiac G6 и Chrysler Sebring. Концепция дизайна SLK-класса воплощала уже известные решения от SL-класса со своими собственными вариациями на темы  элегантности, динамичности и компактности. Некоторые идеи дизайнеры позаимствовали у ретро-автомобилей марки 50-х годов. В результате выработалась концепция футуризма, сочетающаяся традиционным консерватизмом марки Mercedes-Benz. Ключевым элементом дизайна интерьера стала приборная панель, выполненная из очень лёгкий материала — углеродного волокна. Оправа для инструментов приборной панели была выполнена из алюминия, короткий рычаг переключения передач располагался по середине центрального тоннеля. Вторая версия концептуальной модели отличалась отделкой интерьера из натуральной кожи, в то время как в экстерьера преобладали синие тона — дань стране, в которой состоялся дебют автомобиля, так как синий цвет является традиционным цветом французских гоночных автомобилей. Петер Пфайффер, главный дизайнер марки тех годов, так прокомментировал дизайн новой разработки:

Мы должны оставаться верными себе, мы не претендуем на роль того, кем мы не являемся, то есть дизайнеров-модельеров. 
Оригинальный текст (англ.) We have to remain true to ourselves, we don't want to pretend to be something we're not, i.e. fashion designers.  

Кузов второй версии концептуального автомобиля отличался от первой лишь в незначительных деталях. Гораздо важнее были новые дуги безопасности и откидной жёсткий верх. Компания проработала многие детали пассивной безопасности автомобиля: чрезвычайно жёсткая конструкция кузова, прочная рама лобового стекла, система защиты пассажиров при опрокидывании автомобиля, а также преднатяжители ремней безопасности и подушки безопасности должны были должным образом обеспечивать сохранность жизней водителя и пассажиров. В 1996 году компания запустила .

### Премьера (1996)

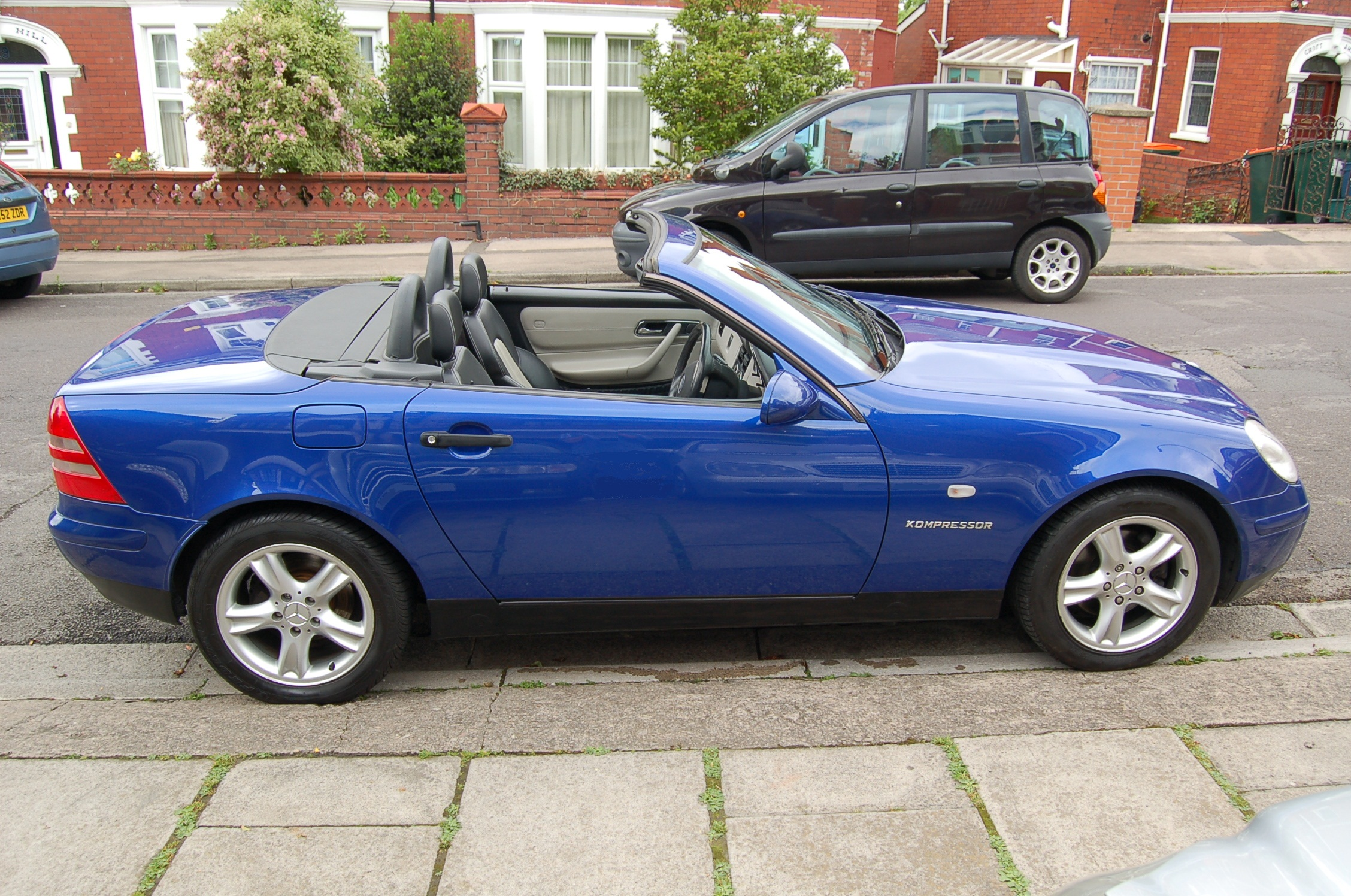
SLK 230 Kompressor, 1998

Компания Mercedes-Benz представила родстер SLK-класса широкой публике и запустила его в серийное производство в 1996 году. Как и концепт, родстер оснастили складным жёстким верхом — технологией, которую ранее уже пытались применять французские и американские автомобилестроители, но не сыскавшую популярности. Mercedes-Benz учёл достижения современных технологий (на то время) и сделал крышу сворачиваемой полностью при помощи автоматической электроники. Откидная крыша («Vario Roof») управлялась при помощи кнопки на центральной консоли. Она состояла из стального жёсткого верха, разделённого пополам вдоль поперечной оси. Обе половинки соединены кинематическим механизмом. При нажатии кнопки гидравлическая система с пятью цилиндрами контролирует полностью автоматический процесс складывания крыши, который тесно интегрирован с крышкой багажника. Всего за 25 секунд автомобиль превращался из двухместного купе в кабриолет. При сложенной крыше полезная ёмкость багажного отделения составляет 145 литров, в ином случае объём нагрузки увеличивается до 348 литров. В качестве вариантов отделки предлагались такие традиционные материалы, как натуральная кожа, дерево и карбон. Из систем безопасности установили прочную раму лобового стекла и почти незаметные дуги безопасности за сиденьями. Платформу шасси позаимствовали у Mercedes-Benz W202.
Первоначальный модельный ряд состоял только из атмосферного 2,0-литрового двигателя и двух компрессорных силовых агрегатов объёмом 2,0 и 2,3 литра с одинаковой мощностью. Для увеличения багажного отделения родстер не комплектуется запасным колесом.
Компания ставила цель составить конкуренцию автомобилям Porsche Boxster и BMW Z3 при помощи модели SLK 230 Kompressor, оснащавшейся 2,3-литровым двигателем с наддувом мощностью в 193 л.с. и автоматической или механической 5-ступенчатой коробкой передач на выбор.
На рынке США родстер первого поколения SLK-класса был представлен в 1997 году. Буквально сразу же автомобиль попал в список Топ-10 лучших автомобилей по версии журнала Car and Driver в 1997 году и получил звание Североамериканский автомобиль года.
До 2000 года немецкий концерн выпустил 176 000 единиц первого поколения SLK-класса.

### Рестайлинг (2000)
Mercedes-Benz R170 после рестайлинга
В 1997 году компания инициировала разработку обновления для R170. К началу 1998 года проектные работы по рестайлингу модели были завершены и запатентованы 2 февраля 1998 года.
В феврале 2000 года на автосалоне в Дейтройте состоялась официальная презентация обновлённого автомобиля, который получил новые передний и задний бампера, боковые юбки в цвет кузова и новые боковые зеркала с повторителями. Модельный ряд серии также был расширен за счёт включения новой версии начального уровня SLK 200 Kompressor и SLK 320, оснащённого новым V6 двигателем M112 E32. Технические усовершенствования включали добавление электронной системы стабилизации (ESP) и новой 6-ступенчатой механической коробки передач. Кроме того, стабилизатор поперечной устойчивости был усилен в передней оси и добавлен на задней.
Все двигатели стали удовлетворять нормам токсичности выбросов Евро-3 (установлены дополнительные датчики кислорода — до и после каталитических нейтрализаторов). Все версии получили новые полностью покрашенные бампера и накладки на пороги, за счёт которых полная длина машины превысила 4 метра.
В 2001 году, примерно через год после рестайлинга, появилась модификация от подразделения Mercedes-AMG — SLK 32 AMG, оборудованная уже существующим двигателем V6 рабочим объёмом 3,2 литра, но который будучи оснащённым компрессором выдавал мощность в 354 лошадиные силы (260 кВт). Помимо технический модификаций новая модель включала переработанный салон с уклоном на спортивные качества. Кроме того, автомобиль стал единственным в серии R70, кого в стандартной комплектации оснащали 5-ступенчатой автоматической коробкой передач. SLK 32 AMG был направлен на конкуренцию с другими высокопроизводительными родстерами — BMW M Roadster и Porsche Boxster S. Всего за период производства с 2001 по 2004 год было выпущено 4333 единиц высокопроизводительной модели.
Производство первого поколения SLK-класса продолжалось до 7 апреля 2004 года. Всего было выпущено более 308 000 автомобилей. На смену серии пришёл автомобиль Mercedes-Benz R171.
Как показала статистика продаж компании, предпочтение компактному спортивному родстеру серии R170 больше отдавали представительницы слабого пола.

## Описание

### Экстерьер
Первое поколение SLK-класса построено на базе C-класса W202. Автомобиль обладает складывающейся жёсткой крышей, которая под управлением 5 гидроцилиндров за 25 секунд складывается в багажник. В передней части кузова выделяются углублённая и окрашенная в чёрный цвет перфорированная решётка радиатора и увеличенные в размерах (в сравнении с концептом) передний блок-фар, заходящий частью на крылья. Заднюю часть автомобиля украшают сглаженная крышка багажника и большие задние фонари.
Во время рестайлинга 2000 года общий вид автомобиля остался почти неизменным. Модификации в передней части кузова заключались в более широком спойлере и новом бампере; в задней части автомобиля слегка модифицировали задние фонари и бампер. По бокам изменениям подверглись боковые юбки и дверные ручки, окрашенные теперь в цвет кузова, а также новые боковые зеркала с повторителями. Кроме того, компания добавила новый набор легкосплавных дисков.

### Интерьер
Салон автомобиля, по мнению некоторых автомобильных изданий, получился достаточной простой для торговой марки Mercedes-Benz. В стандартной комплектации отделка интерьера представляет собой лакированный пластик и тканевую обивку. Топовые модели серии предлагались с кожаной отделкой и пластиком под алюминий. Управление автомобилем производится при помощи перфорированных педалей из лёгкого сплава. Приборная панель водителя состоит из трёх циферблатов, окантованных хромом: спидометр, тахометр и информационная система.
После проведения рестайлинга в 2000 году добавились новые вариации обивки салона, в частности двухцветная кожаная отделка, охватывающая область от сидений до приборной панели. Автомобиль получил также новые алюминиевые вставки в интерьере салона, которые по задумке дизайнеров придавали модели более спортивный вид. На заказ по-прежнему можно было оснастить родстер вставками под дерево.

### Ходовая часть

#### Подвеска
Mercedes-Benz R170 унаследовал систему подвески от Mercedes-Benz W202, то есть оснащён независимой со сдвоенными поперечными L-образными рычагами, винтовыми пружинами, телескопическими газовыми амортизаторами и стабилизатором поперечной остойчивости передней и независимой на рычагах и штангах, винтовыми пружинами, газовыми амортизаторами и стабилизатором поперечной устойчивости задней подвесками. Колёса передней части автомобиля крепятся на двух треугольных рычагах и через шаровые опоры ведут поворотный кулак: верхний рычаг через резинометаллические опоры соединён с кузовом, нижний рычаг закреплён на несущей балке моста.
Упругими элементами задней подвески служат витые пружины и газонаполненные амортизаторы. В центре расположен привод заднего моста, соединённый с несущей балкой моста тремя резиновыми опорами. Сама балка крепится к несущему основанию кузова четырьмя резиновыми опорами.

#### Трансмиссия
В базовой комплектации автомобиль оснащается 5-ступенчатой механической коробкой переключения передач, но на заказ доступна 5-ступенчатая АКПП серии 722.6.

#### Рулевое управление
Рулевое управление R170 не реечного типа – в автомобиле установлен рулевой редуктор на рециркулирующих шариках. Система оснащена гидроусилителем и демпфером рулевого управления.

#### Тормозная система
Автомобиль оснащался дисковыми вентилируемыми тормозными дисками спереди и обычным дисковые сзади. Тормозная система работает в паре с антиблокировочной системой (ABS), которой комплектуются все модели серии.

#### Колёса и шины
В стандартной комплектации автомобиль оснащался легкосплавными дисками размером 7J–8J и шинами 205/55 R16 – 225/50 R16.

### Безопасность
В 2002 году автомобиль прошёл тест EuroNCAP:
| Euro NCAP                                                        | Euro NCAP | Euro NCAP | Euro NCAP |
| ---------------------------------------------------------------- | --------- | --------- | --------- |
| Рейтинги                                                         | Пассажир  |           | 26        |
| Рейтинги                                                         | Пешеход   |           | 8         |
| Протестированная модель: Mercedes-Benz SLK 200 Kompressor (2002) |           |           |           |

### Модели
| Модель                            | SLK 200                                  | SLK 200 KOMPRESSOR                       | SLK 200 KOMPRESSOR                            | SLK 230 KOMPRESSOR                    | SLK 230 KOMPRESSOR                       | SLK 320                                  | SLK 32 AMG KOMPRESSOR         |
| --------------------------------- | ---------------------------------------- | ---------------------------------------- | --------------------------------------------- | ------------------------------------- | ---------------------------------------- | ---------------------------------------- | ----------------------------- |
| индекс кузова                     | R170.435                                 | R170.444                                 | R170.445                                      | R170.447                              | R170.449                                 | R170.465                                 | R170.466                      |
| количество выпущенных экземпляров | МКПП 30 918 АКПП 13 928 Всего 44 846     | МКПП 21 878 АКПП 33 571 Всего 55 449     | МКПП 12 353 АКПП 0 Всего 12 353               | МКПП 28 199 АКПП 85 321 Всего 113 520 | МКПП 10 318 АКПП 36 987 Всего 47 305     | МКПП 4 562 АКПП 28 854 Всего 33 416      | МКПП 0 АКПП 4 333 Всего 4 333 |
| даты производства, рынки сбыта    | 10.1995 — 04.2000, Европа                | 07.1999 — 06.2004, Европа                | 11.1995 — 03.2000, Греция, Италия, Португалия | 11.1995 — 10.2000                     | 06.1999 — 05.2004                        | 06.1999 — 04.2004                        | 01.2000 — 03.2004             |
| двигатель, рабочий объём          | M111.946, 1998 см3                       | M111.958, 1998 см3                       | M111.943, 1998 см3                            | M111.973, 2295 см3                    | M111.983, 2295 см3                       | M112.947, 3199 см3                       | M112.960, 3199 см3            |
| мощность, л. с. (об./мин)         | 136 (5500)                               | 163 (5300)                               | 192 (5300)                                    | 193 (5300)                            | 197 (5500)                               | 218 (5700)                               | 354 (6100)                    |
| крутящий момент, Н·м (об./мин)    | 190 (3700)                               | 230 (2500)                               | 270 (2500)                                    | 280 (2500)                            | 280 (2500)                               | 310 (3000)                               | 450 (4400)                    |
| варианты трансмиссии              | 5-МКПП 717.417, 717.418 (5-АКПП 722.602) | 6-МКПП 716.622, 716.630 (5-АКПП 722.616) | 5-МКПП 717.460                                | 5-МКПП 717.460 (5-АКПП 722.605)       | 6-МКПП 716.622, 716.630 (5-АКПП 722.616) | 6-МКПП 716.660, 716.667 (5-АКПП 722.618) | - (5-АКПП 722.641)            |
| снаряженная/полная масса, кг      | 1195/1530                                | 1250/1585                                | 1290/1625                                     | 1325/1585                             | 1385/1645                                | 1405/1665                                | 1495/1755                     |
| время разгона до 100 км/ч, с      | 9,3 (10,3)                               | 8,2                                      | 7,7 (—)                                       | 7,4 (7,3)                             | 7,2 (7,3)                                | 6,9 (6,9)                                | - (5.2)                       |
| максимальная скорость, км/ч       | 208 (202)                                | 223 (220)                                | 230 (—)                                       | 231 (227)                             | 240 (237)                                | 245 (242)                                | — (250)                       |

## Chrysler Crossfire

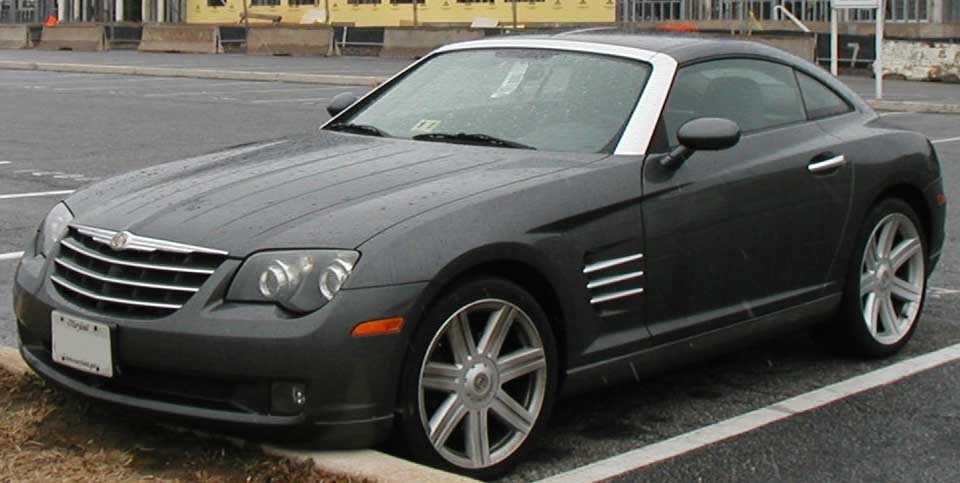
Chrysler Crossfire

Платформа R170 была разработана ещё в то время, когда концерны Daimler AG и Chrysler представляли единый холдинг DaimlerChrysler. Она послужила основной при конструировании автомобиля Chrysler Crossfire. Около 80% компонентов модели Mercedes-Benz SLK 320 (шасси, колёсная база, двигатель, трансмиссия и другие) были позаимствованы для разработки двухместного родстера от компании Chrysler, которая доработала лишь интерьер и кузов модели. Тем не менее, компоновка приборной панели и инструментов управления были также позаимствованы у SLK 320. Первоначально автомобиль был представлен в виде концепт-кара в 2001 году. Дизайн модели разработал Эрик Стоддард. В серийное производство, начатое в феврале 2003 года, поступила модель, доработанная Эндрю Дайсоном.
2-е поколение SLK-класса было построено на новой платформе R171 в 2004 году, поэтому платформа R170 перешла компании Chrysler. Высокопроизводительную модель SRT-6 2005 модельного года оснастили двигателем мощностью 330 лошадиных сил (246 кВт) от подразделения Mercedes-AMG.